# Лусківка повзуча
Лусківка повзуча (Lepidozia reptans) — вид печіночників порядку юнгерманіальних (Jungermanniales).

## Поширення
Батьківщиною є Європа, Африка, Азія, Північна Америка, Центральна Америка.
Вид воліє поселятися в гнилій деревині або багатому гумусом ґрунті в листяних або хвойних лісах. Там він росте, притиснувшись до субстрату, зазвичай між іншими насадженнями листяного моху. Однак він може виникати і на безвапняних породах, на сирому гумусі або торфі.

## Характеристика
Цей печіночник росте в світло-зелених або брудно-жовто-зелених тонких килимках, притиснутих до субстрату. Його повзучі гілки просто перисті, лише 1–2 см завдовжки та приблизно 1 мм завширшки. Щільно розташовані бокові листки приблизно в 1,5–2 рази довші за стебло і мають підквадратну форму. Вони розділені на третину або половину на 3–4 ланцетні частки. Нижні листки мають 4 ланцетні частки; вони можуть мати від 10 до 15 масляних тілець. 